# 1893
| 1893                                     |
| ---------------------------------------- |
| Dødsfald - Fødsler                       |
| • Begivenheder • Musik • Politik • Sport |

| Gregoriansk kalender | 1893 MDCCCXCIII         |
| Ab urbe condita      | 2646                    |
| Armensk kalender     | 1342 ԹՎ ՌՅԽԲ            |
| Kinesiske kalender   | 4589 – 4590 壬辰 – 癸巳 |
| Etiopisk kalender    | 1885 – 1886             |
| Jødisk kalender      | 5653 – 5654             |
| Hindukalendere       |                         |
| - Vikram Samvat      | 1948 – 1949             |
| - Shaka Samvat       | 1815 – 1816             |
| - Kali Yuga          | 4994 – 4995             |
| Iransk kalender      | 1271 – 1272             |
| Islamisk kalender    | 1311 – 1312             |

Året 1893 startede på en søndag.
Konge i Danmark: Christian 9. 1863-1906
Se også 1893 (tal)

## Begivenheder

### Januar
- 1. januar - Japan går over til den gregorianske kalender

### Marts
- 10. marts - Elfenbenskysten bliver en fransk koloni
- 29. marts - Mellemeuropæisk tid indføres ved lov i Danmark

### Juni
- 13. juni - den første golfturnering for kvinder finder sted ved Royal Lytham i England; vinderen blev lady Margaret Scott

### Juli
- 9. juli - den amerikanske hjertelæge Daniel Hale Williams gennemfører den første succesfulde hjertekirugi. Det sker uden bedøvelse

### September
- 4. september - Beatrix Potter introducerer de elskede figurer fra Peter Kanin i et illustreret eventyr til sin guvernantes 5 år gamle søn, Noel Moore
- 19. september – Som de første i verden får kvinderne i New Zealand stemmeret

### Oktober
- 6. oktober - det norske ekspeditionsskib FRAM afsejler fra Oslo

### November
- 6. november - Den danske Statstelefon oprettes

### Udateret
- Ferdinand Blum beskriver brugen af formaldehyd som et fiksativ for histologi.
- Isaak Blum beskriver brugen af formaldehyd som et generelt konserveringsmiddel for biologiske præparater.
- Edvard Munch offentliggør sit berømte maleri Skriget.

## Født
- 12. januar – Hermann Göring – tysk topnazist. (Henrettet 1946).
- 26. januar – Christian Arhoff, dansk skuespiller. (Død 1973).
- 14. februar - Kay Fisker, dansk arkitekt. (Død 1965).
- 21. februar - Andrés Segovia, spansk guitarist (død 1987).
- 4. marts - Anne Marie Telmanyi, dansk kunstmaler (død 1983).
- 21. marts - Emil Bønnelycke, dansk forfatter og digter (død 1953).
- 3. april – Leslie Howard, skuespiller (Ashley Wilkes i Borte med Blæsten) (død 1943).
- 3. april – Gustav Pedersen, dansk politiker (død 1975).
- 20. april – Joan Miró, spansk kunstner (død 1983).
- 30. april – Joachim von Ribbentrop, tysk politiker og udenrigsminister (død 1946).
- 26. maj – Vilhelm Lundstrøm, dansk maler (død 1950).
- 12. juni – Helga Frier, dansk skuespiller. (Død 1972).
- 24. juli – C.Th. Sørensen, dansk havearkitekt. (Død 1979).
- 28. juli – Rued Langgaard, dansk komponist og organist. (Død 1952)
- 4. august – Tom Kristensen, dansk forfatter. (Død 1974).
- 9. august – Frans Blom, dansk arkæolog og opdagelsesrejsende (død 1963).
- 17. august – Mae West, amerikansk skuespiller (død 1980).
- 21. august – Lili Boulanger, fransk komponist. (Død 1918).
- 16. september - Alexander Korda, ungarsk-engelsk instruktør, producer og manuskriptforfatter (død 1956).
- 26. december – Mao Tse-tung, kinesisk kommunistleder og grundlægger af det kinesiske kommunistparti, fødes som søn af en bonde i provinsen Hunan. (Død 1976).

## Dødsfald
- 17. januar – Rutherford B. Hayes – USA's 19. præsident 1877-1881 (70 år)
- 6. november – Pjotr Iljitj Tjajkovskij, russisk komponist. 53 år.

## Musik
- 16. oktober – Uropførelse af Tjajkovskijs 6. symfoni Pathétique i St. Petersborg under ledelse af komponisten selv.
- 16. december – Uropførelse af Antonín Dvořáks 9. symfoni i Carnegie Hall, New York.